# Dalmiro Videla Balaguer
Dalmiro Félix Videla Balaguer, militar argentino, perteneciente al Ejército. Sus padres fueron Juan Hiracio Videla, médico sanjuanino y Julia Balaguer. Tuvo un hijo, Patricio Videla Balaguer que colaboró en la conservadora organización Tradición, Familia y Propiedad (TFP), agrupación laica católica que luchaba contra el marxismo. En 1955 participó activamente del golpe de Estado de septiembre contra el gobierno constitucional de Juan Domingo Perón, que dio origen al régimen dictatorial autodenominado “Revolución Libertadora”.

## Trayectoria militar
Se inició en la carrera militar, ingresando en el año 1922 al Colegio Militar de la Nación. En 1937 es ascendido a capitán, grado con el que se desempeñó entre 1939 y 1940 como Jefe de Compañía, a cargo de la preparación militar del recién creado Liceo Militar General San Martín. 
En 1941, fue asignado como agregado militar en Ecuador, y al año siguiente, integró la comisión de observadores militares, en las disputas fronterizas entre dicho país y Perú.[cita requerida] Es ascendido a teniente coronel en 1945, y en 1949, a coronel. En 1948, y por espacio de un año, fue jefe del Regimiento de Patricios, desempeñándose a continuación como Director del Liceo Militar General San Martín (1950-1951). Fue luego agregado militar en Perú (1952-1953)

## Golpe de Estado de 1955
En 1955 participó activamente del golpe de Estado de septiembre contra el gobierno constitucional de Juan Domingo Perón, que instauro el régimen dictatorial autodenominado “Revolución Libertadora”. Dicho golpe estaría luego encabezado por Eduardo Lonardi.
El 16 de septiembre asumió la responsabilidad en persona, junto a los denominados comandos civiles, de la toma la Ciudad de Córdoba, bastión clave al ser la segunda ciudad en importancia del país. Donde encabezó la toma de la radio local y de la comisaría, y del antiguo Cabildo de Córdoba, donde su insistencia en el uso de ametralladoras dañaria el edificio histórico También encabezó la toma de la estación transmisora LV3, cuyas instalaciones se hallaban ubicadas sobre la avenida Rafael Núñez, en el Cerro de las Rosas, donde murieron asesinados por el bando golpista 3 trabajadores; las instalaciones habían sido previamente hostigadas por la aviación. Grupos civiles,entre los que se encuentran conservadores,radicales y comunistas, asaltan sindicatos peronistas. Entre los días 16 de septiembre y 19 de septiembre, fecha en que Juan Domingo Perón es obligado a abandonar el país, al mando de los golpistas, concretó y mantuvo, en cruentos combates contra las fuerzas leales al gobierno democrático, el dominio de la ciudad de Córdoba por las fuerzas que apoyaban el Golpe de Estado.
Una vez derrocado Perón, el presidente de facto Eduardo Lonardi lo designó interventor federal de facto de la provincia de Córdoba, tomándole juramento el día 21 de septiembre. Por el Decreto N.º 20 del 22 de septiembre de 1955 del presidente provisional (de facto) Lonardi, fue designado comandante de la 4.ª División de Ejército.
En 1955, durante su intervención, se produce en la ciudad de Córdoba una huelga de la Unión Obrera de la Construcción encabezada por el dirigente comunista Canelles, que se extenderá el primer y segundo cordón industrial de la provincia de Buenos Aires, en la provincia de Tucumán y en Tafí Viejo, donde se encuentran los talleres ferroviarios más emblemáticos, Altos Hornos Zapla, los cañeros de la Fotia, Minera Aguilar, Jujuy y las Pirquitas, cuyo líder era el minero Avelino Bazán y tanto más son lugares fundamentales de aquellos años de luchas.
A raíz de esto decide aplicar la ley marcial, procediendo a la inmediata detención de más de 200 huelguistas, entre los que se encontraban ferroviarios y metalúrgicos, obreros de la construcción, textiles, mecánicos. Durante su intervención en Córdoba funcionarios, dirigentes políticos,empleados públicos, gremialistas,militantes y simples simpatizantes del peronismo son perseguidos y encarcelados; mientras aumentan las denuncias públicas sobre torturas a peronistas.
En noviembre de ese año, el dictador Eduardo Lonardi renuncia, y las nuevas autoridades nombraron como interventor de facto al brigadier Medardo Gallardo Valdéz. Posteriormente, se desempeñó como embajador de la república en Italia desde el 12 de diciembre de 1955 hasta el 8 de junio de 1959. En 1960 pasó a retiro.